# كازاخوود
كازاخوود (بالقازاقية: kазахвуд)‏ هو إصدار كازاخستان من «بوليوود» في مومباي بالهند و «نوليوود» في نيجيريا. تم اقتراح المصطلح للاستخدام، من المخرج الكازاخستاني بخيت أوبباييف.